# Label Territoire Numérique Libre

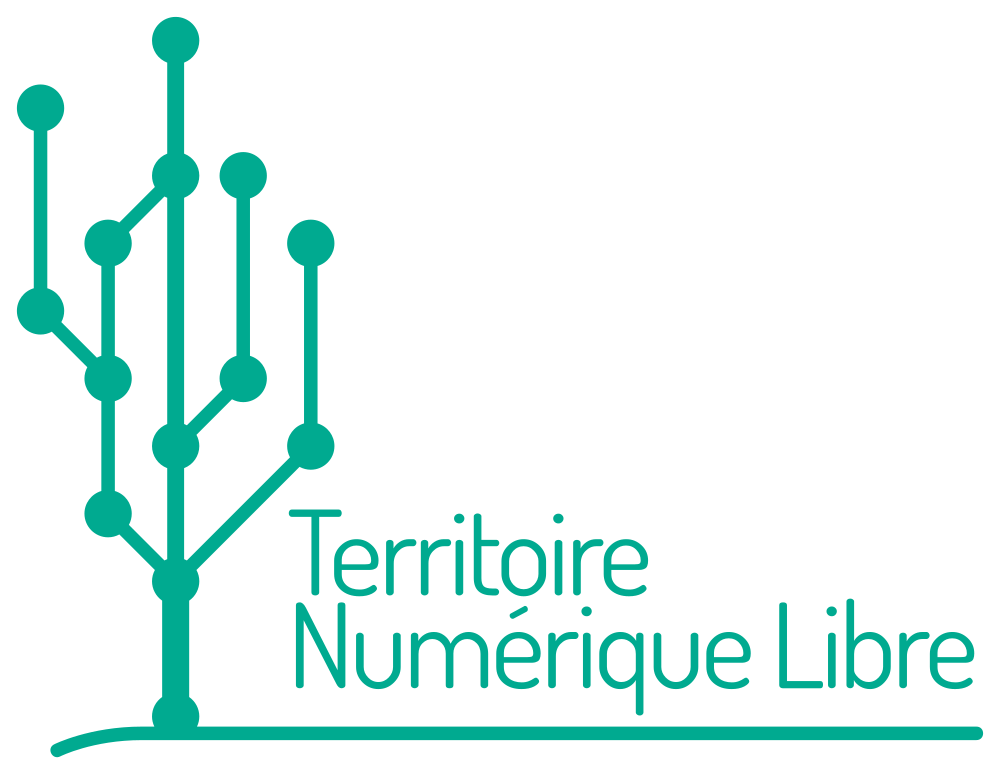
Logo du label Territoire Numérique Libre

Le label Territoire Numérique Libre est un pseudo-label français non officiel, encourageant chaque année les usages numériques libres, ouverts et collaboratifs.
Il s'adresse à toutes les collectivités territoriales françaises : villages, villes, Établissements Publics de Coopération Intercommunale, départements et régions.

## Histoire
Créé en 2016, le label a été mis en place par l'association ADULLACT,, avec le soutien d'autres acteurs du libre réunis au sein d'un Comité d'Orientation,.
Les membres du Comité d'Orientation veillent à la neutralité et à l'indépendance de ce label ; ils valident le règlement, le formulaire de candidature et définissent les grandes orientations du label.
En 2024, sont représentés au sein de ce Comité: l’April, l’Aful, l’association Déclic, le cluster Naos, la commune de Saint-Martin-d’Uriage et le Conseil National du Logiciel Libre,.
L'objectif annoncé est d'encourager et de récompenser les collectivités territoriales investies dans les logiciels libres.

## Obtention du label

### Labellisation
Pour obtenir ce label, les collectivités intéressées remplissent et soumettent un formulaire de candidature évaluant leurs usages et leurs initiatives autour des logiciels libres et des données publiques. La candidature est libre et gratuite ; le label est millésimé et renouvelable chaque année afin de suivre l'évolution de la collectivité.
Un jury de professionnels examine et évalue les dossiers dans le but de décerner un niveau de labellisation compris entre 1 et 5 Copyleft, 5 étant le plus haut niveau de gradation du label,.

### Critères
L'obtention du label répond à des critères liés aux usages numériques, aux initiatives et à l'implication des collectivités territoriales candidates. Le formulaire de candidature évolue d'une année sur l'autre, dans le but de s'adapter à l'évolution des pratiques. Il s'adapte à tous types de collectivités, quelle qu'en soit la taille. En 2023, il couvre cinq grandes thématiques : 
- Stratégie et mutualisation : évaluation de la stratégie mise en place en faveur des logiciels libres: plan d'action opérationnel, bilan, freins rencontrés et actions menées en faveur de la mutualisation.
- Bonnes Pratiques Numériques : évaluation des mesures concernant l'interopérabilité[13],[14], l'accessibilité numérique (RGAA) et la sobriété numérique.
- Logiciels et Systèmes Libres : notification de l'utilisation d'un système d'exploitation libre, d'une suite de bureautique libre ou encore de logiciels libres de types génériques, métiers ou outillage.
- Communication et écosystème libre : évaluation des actions de sensibilisation et de communication sur l'utilisation de logiciels libres auprès du grand public et des élus, ainsi que de l’implication de la collectivité dans l'écosystème libre local.
- Gestion des données : mesure des actions concernant l'ouverture et la gestion des données publiques.

## Remises des labels

### Cérémonies
En 2016, lors de la première édition de ce label, 16 collectivités ont été récompensées et ont obtenu le label Territoire Numérique Libre, lors d'une cérémonie organisée pendant la soirée d'ouverture du salon Open Source Summit à Paris. En 2017, lors de ce même événement, 23 collectivités ont été labellisées,.
En 2018, 22 collectivités ont été récompensées durant la première convention professionnelle B-boost organisée à Bordeaux,.
En 2019 la remise des labels a eu lieu en marge du 102e Congrès des Maires de France, à Paris et 31 collectivités y ont été labellisées.
La remise des labels 2020 a regroupé 26 collectivités, qui ont été récompensées en visioconférence, en raison du contexte sanitaire.
En 2021 la remise des labels s’est tenue lors de l’évènement Open Source Experience au palais des Congrès Porte Maillot à Paris, et 24 collectivités ont été récompensées. En 2022, lors de ce même événement, 23 collectivités ont été labellisées.
En 2023, et 2024,, 23 et 24 collectivités ont été récompensées pour leurs actions en faveur des logiciels libre en obtenant un label Territoire Numérique Libre. Les cérémonies de ces deux années consécutives, se sont déroulées également lors de l’évènement Open Source Experience au palais des Congrès Porte Maillot à Paris.

### Lauréats
|      | Niveau 1            | Niveau 2                                                                               | Niveau 3 | Niveau 4 | Niveau 5 |
| ---- | ------------------- | -------------------------------------------------------------------------------------- | --- | --- | --- |
| 2016 |                     | - Morlaix Communauté - SDIS de l’Isère                                                 | - Communauté de communes des Pays de Rhône et Ouvèze - Ville de Cognac - Ville de Martigues | - Conseil départemental des Côtes-d'Armor (2016) - Nantes Métropole - Ville de Saint-Joseph | |
| 2017 | - Ville de Louviers |                                                                                        | - Syndicat e-Collectivités Vendée - Ville de Fleury-les-Aubrais (2017) - Conseil départemental du Rhône (2017) | - Ville de Billy-Berclau (2017) - Sète Agglopôle Méditerranée | |
| 2018 |                     | - Communauté d'agglomération de Forbach Porte de France                                | - Ville de Digne-les-Bains | - Ville de Paris | |
| 2019 |                     |                                                                                        | - Ville de Gonfreville-l'Orcher - GIP Maximilien (2019) - Ville de Saint-Paul-lès-Dax | - Ville de Canéjan - Département de Loire-Atlantique - Ville de Nevers (2018 et 2019) - Rennes Métropole (2016, 2017, 2018 et 2019) - Ville de Saint-Arnoult-en-Yvelines (2018 et 2019) | - Ville de Nancy (2018 et 2019) |
| 2020 |                     |                                                                                        | - Communauté de Communes Bièvre Est - Ville de Ladevèze-Rivière | - Communauté d’Agglomération de Puy-en-Velay - Ville d'Albi - Ville de Montreuil (2019 et 2020) | - Département de la Gironde - GIP Recia - Ville d’Arles (2016, 2017 et 2020) |
| 2021 |                     | - Communauté de Communes du Pays Réuni d’Orange (2016, 2017, 2018, 2019, 2020 et 2021) | - Agence de mutualisation des universités et établissements (AMUE) - Association pour le Développement et l’Innovation numérique des collectivités (ADICO) (2019, 2020 et 2021) - Ville de Louroux-de-Bouble (2020 et 2021) - Ville de Rive-de-Gier (2016, 2017, 2018, 2019, 2020 et 2021) - Ville de Voisins-le-Bretonneux (2018, 2019, 2020 et 2021)                                                                          | - Communauté d’Agglomération de Grand Châtellerault (2017, 2018 ,2019, 2020 et 2021) - Région Grand Est (2018, 2019, 2020 et 2021) - Syndicat Gironde Numérique (2019 et 2021) - Ville de Mions (2016, 2017, 2018, 2020 et 2021) - Ville de Saint-Martin-d'Uriage (2016, 2018, 2019 et 2021) | |
| 2022 |                     | - Ville de Montereau-Fault-Yonne                                                       | - Ville de Gières (2019 et 2022) - Ville de Seyssinet-Pariset | - Communauté de Commune Maremne Adour Côte-sud | - Syndicat Intercommunal SITIV (2021 et 2022) |
| 2023 |                     | - Ville de Lettret (2021 et 2023)                                                      | - Alès Agglomération (2021 et 2023) - Ville d’Angoulême (2018, 2019, 2020, 2021 et 2023) - Ville de Vizille | - Ville de Caluire-et-Cuire - Ville de Claix (2022 et 2023) | |
| 2024 |                     |                                                                                        | - Centre de gestion de Lot-et-Garonne - Ville de Colomiers - Communauté d’Agglomération Dracénie Provence Verdon (2017, 2018, 2019, 2020, 2021, 2022, 2023 et 2024) - Ville de La Tronche (2022 et 2024) - Ville de Meylan (2022, 2023 et 2024) - Ville de Saint-Égrève (2022, 2023 et 2024) - Ville de Saint-Loubès (2020, 2021, 2022, 2023 et 2024) - Syndicat mixte d'Eau et d'Assainissement du Caux Central (2023 et 2024) | - Ville des Abymes - Ville de Fontaine (2016, 2017, 2018, 2020, 2022, 2023 et 2024) - Ville de Grenoble (2017, 2019, , 2022 et 2024) - Syndicat mixte La Fibre 64 - Ville de Lyon (2020,, 2021, 2022 et 2024) - Ville de Marseille (2016, 2017, 2018, 2020, 2021, 2022, 2023 et 2024) - Ville et Métropole de Montpellier - Ville de Périgueux (2022 et 2024) - Syndicat Intercommunal SITPI (2023 et 2024) - SOLURIS (2023 et 2024) - Ville de Vandœuvre-lès-Nancy (2020, 2021, 2022, 2023 et 2024) - Ville de Villejuif (2022, 2023 et 2024) | - Ville d'Abbeville (2019, 2021, 2022, 2023 et 2024) - Ville de Boé (2019, , 2020, 2021, 2022, 2023, et 2024) - Ville d’Échirolles (2021 et 2022,, 2023, et 2024) - Syndicat Morbihan Énergies (2017, 2018, 2019, 2020, 2021, 2022, 2023 et 2024) |